# Carl Orff
Carl Orff, nemški skladatelj in pedagog, * 10. julij 1895, München, Nemško cesarstvo, † 29. marec 1982, München.

## Življenje
Orff ni želel govoriti o svoji preteklosti, zato so biografski podatki, predvsem v času svetovnih vojn, delno zabrisani. Izhajal je iz nemške družine, ki je bila zelo aktivna v nemški vojski. Vojaška godba očetovega polka je pogosto igrala glasbo mladega Carla. Do leta 1914 je študiral glasbo na münchenski Akademiji za glasbo, med 1. svetovno vojno pa je služil vojaški rok. Zatem je deloval na različnih pozicijah v opernih hišah v Mannheimu in Darmstadtu, kasneje pa se je vrnil v München in nadaljeval študij glasbe.
Orff je soustanovitelj »Guentherjeve šole« za gimnastiko, glasbo in ples v Münchnu, kjer je bil od leta 1925 do svoje smrti vodja glasbenega oddelka. Predvsem se je ukvarjal z otroki in razvil mnoge teorije v glasbenem izobraževanju. Po njem je dobil ime orffov instrumentarij. 
Skladatelj se v času Tretjega rajha ni formalno povezoval z nacistično stranko, kljub temu pa ga je avtomatizem popularnosti njegovega slavnega dela, Carmine Burane, povezoval z ideologijo in ustrojem takratne države. Orff je bil bližnji prijatelj Kurta Huberja, enega od osnovalcev odporniškega gibanja Die Weiße Rose (Bela vrtnica), ki ga je leta 1943 ubil gestapo. Po 2. svetovni vojni je Orff trdil, da je bil član te skupine in, da je sodeloval pri odporniškem gibanju, vendar za to ni nobenih trdnih dokazov. 
Orff je pokopan v baročni cerkvi pivovarskega benediktinskega samostana Andechs, južno od Münchna.

## Dela

### Skladbe za orkester
- Tanzende Faune (Plešoča Favna, 1914)
- Treibhauslieder (po Maeterlincku, 1914 - nedokončano delo)
- Monna Vanna (po Maeterlincku)
- Mali koncert za čembalo in pihala (1927, po skladbah za lutnjo iz 16. stoletja)

### Komorne skladbe
- Dva godalna kvarteta, kompozicije na cantus firmus (1929)

### Dramska dela
- Gisei, das Opfer; opera na lasten libreto, po staro-japonski drami Terakoya (1913)
- Der Mond, ein kleines Welttheater (Zemlja, malo svetovno gledališče, 1939)
- Die Kluge (1943)
- Die Bernauerin, na lastno besedilo (1947)
- Antigonae (besedilo: F. Hölderlin, po Sofoklu, 1949)
- Astutuli, bavarska komedija (govorjena drama z nekaj glasbenimi vložki; na lastno besedilo, 1953)
- Ojdip, tiran (tragedija na besedilo F. Hölderlina, po Sofoklu; 1959)

### Scenskekantate
- Carmina Burana (1937)
- Catulli Carmina (1943)
- Trionfo di Afrodite (1953)
- Ein Sommernachtstraum (Sen kresne noči; 1952, revidirana verzija 1962)
- Comoedia de Christi Resurrectione (1956)
- Ludus de nato Infante mirificus (1961)
- De temporum fine comoedia, Vigilia (1873, Neufassung 1977)

### Predelave
- Klage der Ariadne (po Claudiu Monteverdiju, 1925, revidirano leta 1940)
- Entrada, za petdelni orkester in orgle, po Williamu Byrdu, (1928)

### Zbirke za otroke
- Orff-Schulwerk: Musik für Kinder (1930-35, revidirano 1950-54)